# 957

## Narození
- Svatý Vojtěch, přibližné datum

## Hlavy států
- České knížectví – Boleslav I.
- Papež – Jan XII.
- Anglické království – Edwy
  - Mercie – Edgar
- Skotské království – Indulf
- Východofranská říše – Ota I. Veliký
- Západofranská říše – Lothar I.
- Uherské království – Takšoň
- První bulharská říše – Petr I. Bulharský
- Byzanc – Konstantin VII. Porfyrogennetos